# بولوت فوراي (فلم)
بولوت فوراي (بالفرنسية: Bolot Feray) هُو فيلم كوميدي سيشلي صدر سنة 1995 وأخرجه جان كلود ماتومبي، فيما أنتجته ماري تيريز تشوبي. الفيلم من بطولة كُل من آلان بيل وتشارلز ديكومارموند وجينيتا فورنو وأنطونيا غابرييل وماري ليستا. تدور أحداث الفيلم حول عادات وتقاليد المُجتمع السيشيلي التقليدي، وهُو مبني على مسرحية من تأليف جيفا رينيه.
تلقى الفيلم مُراجعات وتقييمات إيجابية من النقاد، وفاز بالعديد من الجوائز في مهرجانات سينمائية دولية. يُعتبر الفيلم من أفضل الأفلام الأفريقية.

## طاقم التمثيل
- آلان بيل بدور بولوت فوراي.
- تشارلز ديكومارموند بدور العم سارل.
- جينيتا فورنو في دور ماري.
- أنتونيا غابرييل في دور بييرلين.
- ماري ليستا بدور بوبيه.

## روابط خارجية
مقالات تستعمل روابط فنية بلا صلة مع ويكي بيانات